# Vepris louisii
Vepris louisii är en vinruteväxtart som beskrevs av Gilbert. Vepris louisii ingår i släktet Vepris och familjen vinruteväxter. Inga underarter finns listade i Catalogue of Life.